# Quoziente d'intelligenza

I test per il QI sono stati pensati per dare approssimativamente questa distribuzione gaussiana. I colori tracciano una deviazione standard, ma la reale frequenza di basso QI (meno di 50) è più elevata di quella data dalla curva gaussiana.

Il quoziente d'intelligenza o quoziente intellettivo (QI), è un punteggio, ottenuto tramite uno dei molti test standardizzati, che si prefigge lo scopo di misurare o valutare l'intelligenza, ovvero lo sviluppo cognitivo dell'individuo. Persone con QI basso sono a volte inserite in speciali progetti di istruzione.

## Funzioni e uso
Oltre che da psicologi e neuropsichiatri, il QI è usato anche dai sociologi, che ne studiano in particolare la distribuzione nelle popolazioni e le relazioni con altre variabili. È stata dimostrata in particolare una correlazione tra QI, morbosità e mortalità, e con lo stato sociale dei genitori.
Sull'ereditarietà del QI, sebbene sia stata sotto esame per quasi un secolo, rimangono delle controversie legate a quanto esso sia ereditabile e ai meccanismi di trasmissione. Lo stesso studio suggerisce che la componente ereditabile del QI diventi più significativa con l'avanzare dell'età. Seguendo un fenomeno chiamato effetto Flynn, il QI medio per molte popolazioni aumentava con una velocità media di 3 punti ogni decennio durante il XX secolo, prevalentemente nella parte bassa della scala. Non è chiaro se queste variazioni riflettano reali cambiamenti nelle abilità intellettuali, oppure se siano dovute soltanto a problemi di natura metodologica nei test passati.
È importante notare che i test del QI non riportano una misura dell'intelligenza come se fosse una scala assoluta, ma offrono un risultato che va letto su una scala relativa al proprio gruppo di appartenenza (sesso, età).
I risultati dei test del QI sono utilizzati per prevedere i risultati accademici, le prestazioni lavorative, lo status socioeconomico conseguibile e le cosiddette "patologie sociali". A tale proposito, tuttavia, uno studio del 2015, relativo alle prestazioni lavorative, ha riportato in dubbio l'asserita validità predittiva del test in tema di future performance occupazionali e ha messo in guardia nei confronti dell'uso invalso in tal senso.
Oggetto di dibattito è se i test del QI siano o no un metodo accurato per misurare l'intelligenza assoluta; si ritiene per lo più che i loro risultati siano collegabili solo a sotto-capacità specifiche dell'intelligenza.

## Storia
Nel 1905 lo psicologo francese Alfred Binet pubblicò il primo test di intelligenza moderno, la Scala Binet-Simon. Il suo scopo era poter identificare in età precoce gli alunni che avevano bisogno di un particolare aiuto nelle materie scolastiche. Grazie al suo collaboratore Théodore Simon, Binet apportò modifiche alla sua scala di intelligenza nel 1908 e nel 1911, poco prima della sua prematura morte. Il test misurava l'età mentale del bambino in modo che un bambino di 7 anni che risolvesse i problemi che in media risolvevano i bambini di 7 anni, avrebbe ottenuto un punteggio di 7.
Nel 1912 presso Università di Breslavia lo psicologo tedesco William Stern coniò il termine I.Q. (dall'inglese: Intelligence Quotient o dal tedesco: Intelligenz-quotient) e lo definì con la formula:
{\displaystyle \mathrm {QI} =100\cdot {\frac {{\text{et}}{\grave {\text{a}}}{\text{ mentale}}}{{\text{et}}{\grave {\text{a}}}{\text{ biologica}}}}}
In questo modo, due bambini di età diversa che risultassero entrambi con una intelligenza pari alla media, otterrebbero entrambi lo stesso punteggio di 100. Un bambino di 10 anni che avesse ottenuto un punteggio normale per uno di 13, ad esempio, avrebbe avuto un QI di 130 (100*13/10).
Un ulteriore affinamento della scala Binet-Simon fu pubblicato nel 1916 da Lewis Madison Terman, della Stanford University, il quale condivise la tesi di Stern che l'intelligenza di un individuo si dovesse misurare con un quoziente e introdusse i test chiamati Stanford-Binet Intelligence Scale, che tuttavia presentano difficoltà nell'applicazione a individui adulti.
Nel 1939 David Wechsler pubblicò il primo test d'intelligenza appositamente realizzato per la popolazione adulta, la Wechsler Adult Intelligence Scale (o WAIS). Successivamente nel 1949 Wechsler estese la sua scala includendo anche i bambini, creando la Wechsler Intelligence Scale for Children (o WISC). La terza edizione della WAIS (WAIS-III) e la quarta edizione della WISC (WISC-IV), sono state tradotte in molte lingue importanti e vengono ampiamente impiegate per la valutazione di adulti e bambini. Le scale di Wechsler contengono dei sotto-punteggi separati, dividendo il QI in una parte lessicale (cultura generale, comprensione del testo, conoscenza dei vocaboli, etc.) e in una parte di performance relativa ad abilità quali la capacità di individuare rapidamente dettagli visivi, fare associazioni logico-sequenziali, ecc. Le prime versioni della scala Stanford-Binet erano invece più incentrate sulle abilità lessicali. La scala Wechsler è stata inoltre il primo test d'intelligenza a basare i punteggi su una distribuzione normale standardizzata, invece che su un quoziente relativo all'età.
Poiché i quozienti basati sull'età erano applicabili solo ai bambini, essi furono sostituiti da una proiezione del punteggio misurato sulla curva gaussiana con un valor medio di 100 (il QI medio) e una deviazione standard di 15 (o occasionalmente 16 o 24). La versione moderna del QI è così una trasformazione matematica di un punteggio grezzo basata sulla posizione di questo punteggio in un campione di normalizzazione (quantile, percentile, percentile rank), che è il risultato primario di un test del QI. Per differenziare i due punteggi, quelli moderni sono a volte chiamati deviance QI, mentre quelli basati sull'età prendono il nome di ratio QI. Mentre le due tipologie danno risultati simili intorno al centro della gaussiana, i più antiquati ratio QI producevano risultati molto più alti per persone dotate di un QI elevato (ad es. Marilyn vos Savant apparve nel Guinness Book of World Records per aver ottenuto un QI pari a 228; questo punteggio avrebbe potuto avere senso usando la formula di Binet, e anche in questo caso solo per un bambino, ma nel modello della curva gaussiana sarebbe stato relativo ad una deviazione standard eccezionale di 7,19 dunque virtualmente impossibile in una popolazione con una distribuzione normale del QI. Inoltre, i test del QI come quello di Wechsler non erano stati pensati per ottenere risultati attendibili oltre un QI di 130, semplicemente perché non abbastanza complessi).
Dalla pubblicazione della WAIS, quasi tutte le scale di intelligenza hanno adottato il metodo di attribuzione del punteggio basato sulla distribuzione normale. L'uso della curva di Gauss rende il termine "quoziente intellettivo" una descrizione non accurata delle scale di intelligenza attualmente in uso.
Il noto marxista britannico Maurice Cornforth criticava i test del QI come metafisici (cioè, fondati sull’idea che l’essenza, le proprietà e le potenzialità dell’oggetto di studio — in questo caso, l’intelligenza umana — siano compiute, immutabili e indipendenti dalle condizioni in cui si trova o potrà trovarsi in futuro), e li considerava strumenti mirati a privare la maggioranza dei bambini di un’istruzione completa, a causa delle loro presunte insufficienti capacità mentali. 

## Struttura dei test del QI
I test del QI assumono varie forme: alcuni ad esempio utilizzano un solo tipo di elementi o domande, mentre altri sono divisi in più parti. La maggior parte di essi dà un punteggio totale e uno relativo alle singole parti del test.
Tipicamente un test del QI richiede di risolvere sotto supervisione un certo numero di problemi in un tempo prestabilito. La maggior parte dei test è costituito da domande di vario argomento, come memoria a breve termine, conoscenza lessicale, visualizzazione spaziale e velocità di percezione. Alcuni hanno un tempo limite totale, altri ne hanno uno per ogni gruppo di problemi, e ve ne sono alcuni senza limiti di tempo e senza supervisione, adatti a misurare valori di QI elevati.
La terza edizione della WAIS, (WAIS-III del 1997), consiste di 14 gruppi di problemi: 7 verbali (Informazione, Comprensione, Ragionamento aritmetico, Analogie, Vocabolario, Memoria di cifre e Ordinamento di numeri e lettere) e 7 di abilità (Codificazione di cifre e simboli, Completamento di immagini, Block Design, Matrici di Raven, Riordinamento di storie figurate, Ricerca di simboli e Assemblaggio di oggetti).
Nel 2008 è uscita la WAIS-IV, quarta edizione del test.
Per standardizzare un test del QI è necessario sottoporlo a un campione rappresentativo della popolazione, calibrandolo in modo da ottenere una distribuzione normale, o curva gaussiana; ogni test è comunque studiato e valido solo per un certo intervallo di valori del QI; poiché i soggetti che ottengono punteggi molto alti o molto bassi sono pochi, i test non sono in grado di misurare accuratamente quei valori.
Alcuni Q.I. utilizzano deviazioni standard diverse da altri: per questo motivo relativamente ad un certo punteggio bisognerebbe specificare anche la deviazione standard. A seconda del test, il punteggio conseguito può anche cambiare nel corso della vita dell'individuo.

## Il QI e il fattore di intelligenza generale
I moderni test del QI attribuiscono dei punteggi a diversi gruppi di problemi (fluidità di linguaggio, pensiero tridimensionale, etc.), e il punteggio riassuntivo viene calcolato a partire da questi risultati parziali. Il punteggio medio, come si evince dalla gaussiana, è 100. I punteggi parziali di ogni gruppo di problemi tendono ad essere collegati gli uni con gli altri, anche quando sembra che gli argomenti sui quali si concentrano siano i più disparati.
Un'analisi matematica dei punteggi parziali di un singolo test del QI, o sui punteggi provenienti da una varietà di test differenti (come lo Stanford-Binet, WISC-R, Matrici di Raven, Cattell Culture Fair III, Universal Nonverbal Intelligence Test, Primary Test of Nonverbal Intelligence, e altri) dimostra che essi possono essere descritti matematicamente come la misura di un singolo fattore comune e di vari altri fattori specifici per ogni test. Questo tipo di analisi fattoriale ha portato alla teoria che a unificare i più disparati obiettivi che i vari test si prefiggono sia un singolo fattore, chiamato fattore di intelligenza generale (o g), che corrisponde al concetto popolare di intelligenza. Normalmente, g e il QI sono per il 90% circa correlati tra loro, e spesso vengono usati interscambiabilmente.
I test differiscono tra loro su quanto essi riflettano g nel loro punteggio, piuttosto che un'abilità specifica o un "fattore di gruppo" (come abilità verbali, visualizzazione spaziale, o ragionamento matematico). La maggior parte dei test del QI deriva la propria validità prevalentemente o interamente da quanto essi coincidano con la misura del fattore g, come le matrici di Raven.

## Differenze interetniche
The Bell Curve è un libro del 1994 di Richard J. Herrnstein e Charles Murray, che esplora il ruolo dell'intelligenza nel modo di vivere negli USA. Il libro cominciò ad essere ampiamente letto e dibattuto per la sua discussione sui rapporti tra etnie umane e intelligenza, presente nei capitoli 13 e 14. 
Da allora, le analisi in quel libro vennero riprese e aggiornate, per merito di studi più approfonditi.
Mentre i punteggi dei membri di differenti gruppi etnici sono distribuiti per tutta la scala QI, i gruppi etnici hanno valori medi di QI differenti tra loro. Analizzando i risultati dei QI e raggruppando gli individui secondo la loro appartenenza etnica, si sono ottenuti i seguenti risultati riguardo alle principali etnie presenti negli USA: gli ebrei-ashkenaziti e gli orientali hanno punteggi medi superiori a quelli dei bianchi europei, mentre gli ispanici e gli afroamericani ottengono medie inferiori.
L'interpretazione dei risultati è stata controversa fra gli esperti. Alcuni affermano che esistono realmente differenze interetniche nel QI, per cui i test del QI standard non sarebbero universalmente validi e dovrebbero invece essere localizzati. Ma la maggior parte degli esperti concorda nel ritenere che i risultati rivelino semplicemente le differenze socioeconomiche tra le varie etnie: ad esempio, è molto difficile trovare una persona senza istruzione superiore tra gli ebrei, che appartengono alle classi medio-alte della società; al contrario, negli USA, le classi sociali più svantaggiate sono composte prevalentemente da ispanici e afroamericani. Risalta, comunque, la differenza tra QI medio degli ebrei-ashkenaziti rispetto ad altri gruppi di ebrei e alcuni quindi ipotizzano che i test QI siano viziati all'origine, misurando soltanto un certo tipo di intelligenza.
Intelligenza e pregiudizio (The Mismeasure of Man) di Stephen Jay Gould, saggio pubblicato nel 1981, si pose come monumento contro il razzismo scientifico. Nel 1996 venne pubblicata una seconda edizione in risposta a The Bell Curve, con un'estesa appendice in cui stroncava il libro di Herrnstein e Murray. Gould scrisse che The Bell Curve «è un capolavoro retorico di scientismo», aggiungendo anche che il testo è "insincero", in quanto nasconde volutamente dei dati essenziali, omettendo la «misura consueta del tasso di idoneità per le regressioni multiple, r^2, che sono presentate qui per l'analisi dei campioni rappresentativi».
Un altro aspro critico dei test QI è stato senza dubbio il genetista Richard Lewontin, che in un articolo del 1981 intitolato The Inferiority Complex scrive che credere che i QI misurino l'intelligenza tout court, come fosse un dato oggettivo, significa "reificare un pregiudizio".

## Ereditarietà
Il ruolo dei geni e dei fattori ambientali (naturali e relativi all'educazione) nel determinare il QI è stato rivisto da Plomin et al. Vari studi dimostrano che l'indice di ereditarietà del QI varia tra 0,4 e 0,8 negli Stati Uniti, il che significa che, stando agli studi, una parte che varia da poco meno di metà a sostanzialmente più di metà della variazione del QI calcolato per i bambini presi in considerazione era dovuto a differenze nei loro geni. Il resto era dunque imputabile a variazioni nei fattori ambientali e a margini di errore. Un indice di ereditarietà nell'intervallo da 0,4 a 0,8 significa che il QI è "sostanzialmente" ereditabile.
L'effetto della restrizione dell'intervallo sul QI è stato esaminato da Matt McGue e i suoi colleghi: egli scrive che "il QI dei bambini adottati non è correlato con eventuali psicopatologie dei genitori". D'altra parte, nel 2003 uno studio condotto da Eric Turkheimer, Andreana Haley, Mary Waldron, Brian D'Onofrio e Irving I. Gottesman dimostrò che la porzione di varianza del QI attribuibile ai geni e ai fattori ambientali dipende dallo status socioeconomico. Essi provarono che nelle famiglie poco abbienti il 60% della varianza del QI è rappresentata dai fattori ambientali condivisi, mentre il contributo dei geni è quasi zero.
È ragionevole aspettarsi che le influenze genetiche in caratteristiche come il QI diventino meno significative quando l'individuo acquisisca esperienza con l'età. Sorprendentemente, accade l'opposto. L'indice di ereditarietà nell'infanzia è meno di 0,2, circa 0,4 nell'adolescenza e 0,8 nell'età adulta. La task force del 1995 dell'American Psychological Association, "Intelligence: Knowns and Unknowns", concluse che nella popolazione di pelle chiara l'ereditarietà del QI è "circa 0,75". Il Minnesota Study of Twins Reared Apart, un pluriennale studio su 100 coppie di gemelli cresciuti in famiglie diverse, iniziato nel 1979, stabilì che circa il 70% della varianza del QI deve essere associata a differenze genetiche. Alcune delle correlazioni tra i QI di gemelli potrebbero essere il risultato del periodo prima della nascita passato nel grembo materno, facendo luce sul perché i dati di questi gemelli siano così strettamente legati tra loro.
Vi sono alcuni punti da considerare per interpretare l'indice di ereditarietà:
- Un errore comune è di pensare che se qualcosa è ereditabile allora necessariamente non può cambiare. L'ereditarietà non implica l'immutabilità. Come già detto, i tratti ereditabili possono dipendere dall'apprendimento o possono essere soggetti ad altri fattori ambientali. Il valore dell'ereditarietà può cambiare se la distribuzione dei fattori ambientali (o dei geni) nella popolazione viene alterata. Ad esempio, un contesto di povertà e repressione può impedire lo sviluppo di un certo tratto, e dunque restringere le possibilità di variazioni individuali. Alcune differenze nella variazione dell'ereditarietà sono state riscontrate tra le nazioni sviluppate e quelle in via di sviluppo; ciò può influire sulle stime dell'ereditarietà. Un altro esempio è la fenilchetonuria, che precedentemente causava un ritardo mentale a coloro che soffrivano di questa malattia genetica. Oggi, può essere prevenuto seguendo una dieta modificata.
- D'altra parte, ci possono effettivamente essere dei cambiamenti ambientali che non modificano affatto l'ereditarietà. Se un fattore ambientale relativo ad un certo tratto migliora in un modo che influenza tutta la popolazione in egual modo, il valore medio di quel tratto aumenterà, ma senza variazioni nella sua ereditarietà (perché le differenze tra gli individui nella popolazione rimarranno gli stessi). Questo accade in maniera evidente per l'altezza: l'indice di ereditarietà dell'altezza è alto, ma l'altezza media continua ad aumentare.
- Anche nelle nazioni sviluppate, un alto indice di ereditarietà per un certo tratto all'interno di un gruppo di individui non è necessariamente la causa di differenze con un altro gruppo.[21]

### Fattori ambientali
I fattori ambientali hanno una loro influenza nel determinare il QI in situazioni estreme. Un'adeguata nutrizione durante l'infanzia diventa un fattore critico per lo sviluppo cognitivo; uno stato di malnutrizione può abbassare il QI di un individuo. Altre ricerche indicano come i fattori ambientali quali l'esposizione prenatale alle tossine, la durata dell'allattamento al seno, e deficienze di fattori micronutrienti possono influire sul QI. 
È risaputo che non è possibile aumentare il QI con l'allenamento. Ad esempio risolvere regolarmente dei puzzle, o giocare a giochi di strategia come gli scacchi aumenta solo abilità specifiche e non il QI inteso come la somma dell'insieme di capacità ed esperienze.
Imparare a suonare uno strumento, nobile o popolare che sia, aiuta il cervello a crescere sia nelle dimensioni che nelle capacità. È quanto dimostra uno studio dell'università di Zurigo che ha preso in esame lo sviluppo cerebrale di un gruppo di individui giovani e adulti.

### Contesto familiare
Quasi tutti i tratti di personalità mostrano come, al contrario di quanto ci si possa aspettare, gli effetti dei fattori ambientali nei fratelli omozigoti allevati dalla stessa famiglia sono uguali a quelli di gemelli allevati in famiglie diverse. Ci sono alcune influenze di origine familiare sul QI dei bambini, che ammontano a circa un quarto della varianza. Comunque, con l'età adulta questa correlazione sparisce, così come due fratelli adottivi non hanno i QI più simili tra loro rispetto a due estranei (correlazione del QI quasi zero), mentre due fratelli di sangue mostrano una correlazione pari a circa 0,6. 
Gli studi sulla psicologia dei gemelli danno credito a questo modello: i gemelli omozigoti cresciuti separatamente hanno un QI molto simile (0,86), più di quelli eterozigoti cresciuti insieme (0,6) e molto più dei figli adottivi (circa 0). Lo studio dell'American Psychological Association, Intelligence: Knowns and Unknowns (1995), afferma che non c'è dubbio che il normale sviluppo dei bambini richiede un certo livello minimo di attenzioni.
Un ambiente familiare molto carente o negligente ha effetti negativi su un gran numero di aspetti dello sviluppo, inclusi quelli intellettuali. Oltre un certo livello minimo di questo contesto, l'influenza che ha l'esperienza familiare sul ragazzo è al centro di numerose dispute. Vi sono dubbi se differenze tra le famiglie dei bambini producano effettivamente differenze nei risultati dei loro test d'intelligenza. Il problema è il distinguere le cause dalle correlazioni. Non c'è dubbio che alcune variabili come le risorse della propria casa o il linguaggio usato dai genitori siano correlati con i punteggi del QI dei bambini, ma queste correlazioni potrebbero essere mediate dalla genetica così come (o al posto dei) fattori ambientali. Ma non vi sono certezze su quanta della varianza del QI derivi dalle differenze tra le famiglie, e quanta invece dalle varie esperienze di diversi bambini nella stessa famiglia. Recentemente studi sui gemelli e sulle adozioni suggeriscono che mentre l'effetto del contesto familiare è rilevante nella prima infanzia, diventa abbastanza limitato nella tarda adolescenza. Queste scoperte fanno pensare che le differenze nello stile di vita dei familiari, qualunque sia l'influenza che hanno su molti aspetti della vita dei bambini, producono piccole differenze a lungo termine nelle abilità misurate dai test d'intelligenza. La ricerca dell'American Psychologist Association afferma inoltre: "Dovremmo notare, comunque, che famiglie di pelle scura e a basso reddito sono poco rappresentate negli attuali studi sulle adozioni, così come nella maggior parte dei campioni di gemelli. Dunque non è ancora del tutto chiaro se questi studi si possano applicare alla popolazione intera. Rimane la possibilità che le differenze tra famiglie (stipendio ed etnia) abbiano conseguenze più durature per l'intelligenza psicometrica.".
Uno studio di bambini francesi adottati tra i quattro e i sei anni mostra la continua influenza dell'ambiente e dell'educazione contemporaneamente. I bambini venivano da famiglie povere, la media dei loro QI era inizialmente 77, classificandoli quasi come bambini ritardati. Nove anni dopo l'adozione rifecero i test, e tutti migliorarono; il miglioramento era direttamente proporzionale allo status della famiglia adottiva.
Bambini adottati da contadini e lavoratori avevano un QI medio di 85,5; coloro che erano stati affidati invece a famiglie della classe media avevano un punteggio medio di 92. Il QI medio dei giovanotti adottati da famiglie benestanti aumentò di più di 20 punti, arrivando a 98.
D'altra parte, quanto questi miglioramenti persistano nell'età adulta non appare ancora chiaro dagli studi.

### Il modello di Dickens e Flynn
Dickens e Flynn (2001) affermano che gli argomenti che riguardano la scomparsa di un contesto familiare condiviso nella vita dei bambini dovrebbe poter applicarsi ugualmente a gruppi di individui separati nel tempo. Questo è invece contraddetto dall'effetto Flynn. I cambiamenti in questo caso sono avvenuti troppo velocemente per poter essere spiegati da un adattamento dell'ereditarietà genetica. Questo paradosso può essere spiegato osservando che la misura dell'ereditarietà include sia un effetto diretto del genotipo sul QI, sia un effetto indiretto nel quale il genotipo cambia l'ambiente, che a sua volta influisce sul QI. Cioè, coloro che hanno un alto QI tendono a ricercare un contesto stimolante che possa aumentare ulteriormente il loro quoziente intellettivo. L'effetto diretto può inizialmente essere molto limitato, ma gli effetti di ritorno possono produrre molte variazioni sul QI. Nel loro modello uno stimolo ambientale può avere un effetto importante sul QI, anche sugli adulti, ma questo effetto decade nel tempo a meno che lo stimolo non persiste (il modello può essere adattato per includere possibili fattori, come la nutrizione nella prima infanzia, che può dar luogo ad effetti permanenti). L'effetto Flynn può essere spiegato da un ambiente generalmente stimolante per tutti gli individui. Gli autori suggeriscono che i programmi che mirano a incrementare il QI riuscirebbero a produrre aumenti a lungo termine del QI se insegnassero ai bambini come replicare fuori dal programma quel tipo di esperienze di richieste conoscitive che aumentano il QI, e li motivassero a persistere in questa riproposizione per molto tempo dopo la fine del programma.

## Il cervello e il QI
Nel 2004 Richard Haier, professore di psicologia al Dipartimento di Pediatria della Università della California, Irvine, con alcuni suoi colleghi all'Università del Nuovo Messico, fece una risonanza magnetica per ottenere immagini strutturali del cervello di 47 uomini che avevano sostenuto il test del QI. Gli studi dimostrarono che l'intelligenza umana generale risulta essere basata sul volume e la dislocazione del tessuto di materia grigia nel cervello. La distribuzione della materia grigia nel cervello umano è altamente ereditaria. Gli studi mostrano inoltre che solo il 6% della materia grigia sembra essere collegata al quoziente intellettivo.
Diverse fonti di informazioni concordano sull'idea che i lobi frontali siano di fondamentale importanza per l'intelligenza fluida. I pazienti con danni al lobo frontale rispondono in misura ridotta nei test di intelligenza fluida (Duncan et al 1995). Il volume di materia grigia frontale (Thompson et al 2001) e della sostanza bianca (Schoenemann et al 2005) sono stati anche associati con l'intelligenza generale. Inoltre, recenti studi hanno osservato questa associazione con la tecnica del neuroimaging per la corteccia prefrontale laterale. Duncan e colleghi (2000) hanno dimostrato mediante tomografia a emissione di positroni che la soluzione di problemi sono i compiti maggiormente correlati al QI, dato il coinvolgimento della corteccia prefrontale laterale. Più di recente, Gray e colleghi (2003) hanno utilizzato la risonanza magnetica funzionale (fMRI) per dimostrare che le persone che erano più abili nel resistere alle distrazioni durante un impegnativo compito di memoria avevano un QI superiore e una maggiore attività prefrontale. Per una vasta revisione di questo argomento, vedere Gray e Thompson (2004).
È stato condotto uno studio che coinvolge 307 giovanissimi (di età compresa tra i sei e i diciannove anni): sono state misurate le dimensioni del cervello, utilizzando la risonanza magnetica strutturale (MRI) e una misurazione di abilità verbale e non verbale. Lo studio ha indicato che non vi è un rapporto diretto tra il QI e lo spessore della corteccia, ma piuttosto tale legame c'è con i cambiamenti di spessore nel tempo. I bambini più intelligenti sviluppano subito una corteccia spessa inizialmente e dopo subiscono un processo di assottigliamento più consistente. Garlick ha supposto che questa riduzione in spessore riflette un processo di "potatura" delle connessioni neurali e questo processo di "potatura" porta ad una miglior abilità di identificare le astrazioni nell'ambiente.
Lesioni isolate ad un lato del cervello, anche a quelli che si verificano in giovane età, sembra non incidano in maniera significativa sul QI.
Diversi studi giungono a conclusioni discordanti per quanto riguarda la controversa idea che il cervello sia correlato positivamente con il QI. Jensen e Reed (1993) sostengono che non esiste una correlazione diretta e non patologica dei soggetti. Tuttavia una più recente meta-analisi suggerisce altrimenti.
Un approccio alternativo ha cercato di collegare le differenze di plasticità neurale con intelligenza (Garlick, 2002), e questo punto di vista ha recentemente ricevuto qualche sostegno empirico.